# Alamo (1960)
Alamo (Originaltitel: The Alamo) ist ein US-amerikanischer Spielfilm aus dem Jahr 1960. Das Drehbuch von James Edward Grant handelt von der Schlacht von Alamo  um die zum Fort ausgebaute Mission Alamo  in San Antonio im Jahr 1836.
Neben seiner Ko-Regie bei Die grünen Teufel ist Alamo John Waynes einzige Regiearbeit. Dabei spielen er, Laurence Harvey und Richard Widmark die Hauptrollen in dem Film.

## Handlung
Die Geschichte spielt in San Antonio im Jahre 1836. Texas hat gerade seine Unabhängigkeit von Mexiko erklärt. Doch der mexikanische Diktator Santa Anna will in der neuen Republik die Herrschaft erlangen und zieht mit einer 7.000 Mann starken Armee nach Norden.
General Sam Houston stellt so schnell wie möglich Truppen gegen ihn auf, benötigt jedoch Zeit dafür. Deshalb sollen die mexikanischen Truppen zunächst aufgehalten werden. Colonel William Travis und Colonel James Bowie mit ihren Leuten übernehmen diese Aufgabe und verschanzen sich in der notdürftig zur Verteidigung hergerichteten ehemaligen Missionsstation Alamo, die auf dem Weg liegt, den Santa Anna nehmen muss. Santa Anna muss daher dieses Fort ausschalten, um seine Nachschublinie nicht zu gefährden. Einige Dutzend Männer aus Tennessee unter der Führung von Colonel Davy Crockett treffen in San Antonio ein und entschließen sich aus freien Stücken, unter Travis mitzukämpfen.
Zunächst zieht nur ein Teil der mexikanischen Armee vor Alamo auf, doch auch schon dieser ist der Besatzung des Forts weit überlegen. Mit verwegenen Eigenmächtigkeiten seitens Crocketts und Bowies gelingt es zunächst, das starke Artilleriegeschütz der Mexikaner zu zerstören sowie einen Teil ihrer Rinderherde zur Verpflegung ins Fort zu treiben. Ansonsten kommt es nur zu kleineren Scharmützeln, die mexikanische Armee wartet auf die Hauptmacht und den Oberbefehlshaber. Der Junge Smitty aus Crocketts Trupp überbringt General Houston die Nachricht, dass Alamo eingeschlossen ist, doch dieser sieht sich noch nicht imstande, ihnen zu Hilfe zu kommen.
Als Santa Anna eintrifft, gewährt er den noch im Fort lebenden Frauen und Kindern freien Abzug, was Travis annimmt. Einzig die Frau von Captain Dickinson weigert sich, ihren Mann zu verlassen. Wenig später erfährt die Besatzung von Alamo, dass auch die für den nächsten Tag erhoffte Verstärkung aufgerieben wurde und nicht eintreffen wird. So stehen sie allein einer vielfachen Übermacht entgegen. Travis stellt es den Freiwilligen frei, das Fort vor der Entscheidungsschlacht ehrenhaft zu verlassen, doch die Männer stellen sich geschlossen hinter ihn.
In der Schlacht am nächsten Tag wird Alamo trotz erbitterten Widerstands von den mexikanischen Truppen erstürmt. Alle männlichen Verteidiger werden dabei getötet. Dickinsons Frau, ihrer Tochter sowie einem Buben gewährt man anschließend freien Abzug. Sie treffen auf den von Houston zurückkehrenden Smitty, der erschüttert von Weitem das erstürmte Alamo gesehen hat, und ziehen mit ihm davon.

## Geschichtlicher Hintergrund
1821 hatte Mexiko die Unabhängigkeit von Spanien erlangt. Im Zuge dessen kamen viele Siedler aus den Vereinigten Staaten nach Texas, das damals noch zu Mexiko gehörte. Bald war San Antonio de Bexar die größte Stadt auf mexikanischem Gebiet, bis 1835 eine offene Revolte gegen Mexiko ausbrach, als General Antonio Lopez de Santa Anna einen Staatsstreich unternahm und die föderale Verfassung von Mexiko außer Kraft setzte, was auch zu Aufständen in anderen Teilen Mexikos führte. Dies führte dazu, dass wenige Monate später, beginnend am 24. Februar 1836, 13 Tage lang 189 Männer (die Zahlen sind historisch nicht eindeutig belegt) der Belagerung von Alamo standhalten mussten. Als schließlich am 6. März die Festung nach dreimaligem Sturm mexikanischer Truppen fiel, kamen alle Verteidiger um, getötet von den zahlenmäßig überlegenen mexikanischen Soldaten unter dem persönlichen Befehl von General Antonio Lopez de Santa Anna. Verschont jedoch wurden alle Frauen und Kinder auf Befehl des Diktators, darunter auch die Witwe des Captain Almeron Dickinson, Susannah, und ihr nur wenige Monate altes Baby Angelina. Dabei waren nur wenige der Getöteten Texaner mexikanischer Abstammung, jedoch sehr viele Einwanderer aus Europa unter der Besatzung von Alamo, darunter zwei Männer aus Deutschland, Henry Courtman und Henry Thomas, und Deutschstämmige wie Jacob Darst.

## Hintergrund
John Wayne musste sich verschulden, um die Kosten in Höhe von etwa 12 Millionen US-Dollar (inflationsbereinigt 127.110.000 Euro) finanzieren zu können.
Die ursprüngliche Roadshow-Version des Films hatte eine Länge von 202 Minuten. Kurz nach der Premiere am 24. Oktober 1960 wurde eine gekürzte, knapp 162-minütige Version angefertigt; auch das Originalnegativ und die Referenzelemente wurden entsprechend gekürzt. Erst 1991 wurde ein Print der ursprünglichen Fassung wiederentdeckt. 2009 begannen die Arbeiten an einem restaurierten Master.

## Synchronisation
Die deutsche Synchronbearbeitung entstand 1960 in den Ateliers der Ultra-Film Synchron GmbH, Berlin.
| Rolle                   | Darsteller      | Synchronsprecher      |
| ----------------------- | --------------- | --------------------- |
| Colonel Davy Crockett   | John Wayne      | Heinz Engelmann       |
| Colonel William Travis  | Laurence Harvey | Gert Günther Hoffmann |
| Colonel James Bowie     | Richard Widmark | Arnold Marquis        |
| General Sam Houston     | Richard Boone   | Wolfgang Eichberger   |
| Flaca                   | Linda Cristal   | Eva Katharina Schultz |
| Smitty                  | Frankie Avalon  | Ulli Lommel           |
| Sue Dickinson           | Joan O’Brien    | Uta Hallant           |
| Lieutenant Reyes        | Carlos Arruza   | Jochen Schröder       |
| Juan Seguin             | Joseph Calleia  | Konrad Wagner         |
| Captain Dickinson       | Ken Curtis      | Heinz Petruo          |
| Colonel Neill           | Bill Daniel     | Helmuth Grube         |
| Beekeeper               | Chill Wills     | Walter Suessenguth    |
| Jocko Robertson         | John Dierkes    | Paul Wagner           |
| Parson                  | Hank Worden     | Alfred Balthoff       |
| Jethro                  | Jester Hairston | Herbert Weißbach      |
| Bull                    | Tom Hennesy     | Axel Monjé            |
| Emil Sande              | Wesley Lau      | Hans Walter Clasen    |
| Thimblerig              | Denver Pyle     | Friedrich Joloff      |
| Lieutenant „Irish“ Finn | Guinn Williams  | Alexander Welbat      |
| Nell Robertson          | Veda Ann Borg   | Tilly Lauenstein      |

## Hörfilm
Für das Fernsehen produzierte Arte 2001 eine Audiodeskription des Films. Sprecherin ist Christel Körner.

## Auszeichnungen
Gordon Sawyer und Fred Hynes wurden 1961 mit einem Oscar für den „Besten Ton“ ausgezeichnet. Alamo war in sieben Kategorien für einen Oscar nominiert, Stuart Gilmore für den „Besten Schnitt“, Dimitri Tiomkin für die „Beste Filmmusik“ und den „Besten Song“ (The Green Leaves of Summer), Chill Wills  als „Bester Nebendarsteller“, William H. Clothier für die „Beste Kamera“ bei einem Farbfilm und John Wayne für den „Besten Film“.
Dimitri Tiomkin erhielt für seine Filmmusik 1961 den Golden Globe und John Wayne im selben Jahr den Laurel Award für das „Beste Action-Drama“.

## Kritik
- Das Lexikon des internationalen Films bewertet: „Die Verteidigung von Fort Alamo gegen die mexikanische Übermacht im Freiheitskampf der Texaner 1836 durch 185 Freiwillige bis zum letzten Mann. Monumentaler Kriegsfilm mit fragwürdiger Heldenverehrung: In dekorativen Bildern wird eine bedenkliche Bewunderung von Todesmut und Führertum zelebriert. Filmisch überzeugt die Produktion durch Aufwand und Tempo und die gefühlvolle Inszenierung.“[5]
- Bertrand Tavernier konstatiert in der Cinema 1961, man habe es hier mit einem „hundertprozentig amerikanischen Werk“ zu tun, „was Großzügigkeit und Konfusion, Idealismus und Konservativismus, ständig wiedergekauten Quatsch und Simplizitäten“ einschließe. Wayne sei „ein mittelmäßiger Regisseur, der ausgezeichnete Filme macht.“[6]
- Adolf Heinzlmeier und Berndt Schulz geben dem Streifen in ihrem Lexikon „Filme im Fernsehen“ (1990) 3 von 4 möglichen Sternen, was einem „sehr gut“ entspricht, und loben: „das historische Gemetzel, Teil des amerikanischen Traums von Freiheit («Remember The Alamo!»), wird von Wayne in grandios legendenschwangere Bilder umgesetzt.“[7]
- Die Fernsehzeitschrift Prisma urteilt in ihrer Online-Filmdatenbank: „Wayne setzte hier auf Macho-Gehabe, bildgewaltige Schlachtszenen mit faszinierendem Showdown und auf eine patriotische Geschichte.“[8]
- Phil Hardy stellt fest, dass Wayne erheblich von der Hilfe John Fords und des Second-Unit-Regisseurs Cliff Lyons profitiert habe.[9]

## Veröffentlichung
Alamo kam mit einer Vorführdauer von 202 Minuten (Roadshow-Version) zur Uraufführung, wurde aber bald danach auf 162 Minuten gekürzt. Die Verantwortlichen haben dabei die Archivierung eines Negativs oder einer Kopie der ursprünglichen Version schlichtweg vergessen. 1990 wurde eine vollständige 70-mm-Kopie in Toronto entdeckt. Die Langfassung wurde als „Director’s Cut“ auf VHS und Laserdisc veröffentlicht, diese Version wird auch gelegentlich in den USA ausgestrahlt.
Auf DVD kam (offiziell) bislang nur die Kinofassung (162 bzw. 155 Minuten als PAL-DVD) heraus. Die deutsche Blu-ray-Ausgabe enthält neben der Kino- auch die Langfassung, allerdings nur in SD.
Eine Restaurierung der Toronto-Kopie war geplant, scheiterte aber an der Finanzierung. Mittlerweile gilt dieses Filmmaterial als „unbrauchbar“.

## Soundtrack
- Dimitri Tiomkin, Paul Francis Webster: The Alamo. An Original Sound Track Recording. Sony/Columbia Records, New York 1993, Tonträger-Nr. CK 66138 – stereofone Originalaufnahme der Filmmusik unter der Leitung des Komponisten (enthält jedoch auch einige Tracks mit Geräuschen und Dialogen)
- Dimitri Tiomkin, Paul Francis Webster: The Alamo. Suite. Auf: High Noon – Original Film Scores of Dimitri Tiomkin. BMG/RCA, s. l. 1995, Tonträger-Nr. 09026 62658 2 – digitale Neueinspielung durch das Rundfunk-Sinfonieorchester Berlin unter der Leitung von Lawrence Foster